# Katedra św. Piotra i św. Pawła w Paramaribo
Katedra św. Piotra i św. Pawła w Paramaribo – katedra diecezji paramaribskiej i główna świątynia rzymskokatolicka w Surinamie.

## Dane ogólne
Świątynia znajduje się w centrum Paramaribo, przy Henck Arronstraat (dawniej Gravenstraat) i została wybudowana pod koniec XIX w., w latach 1883–1885 według projektu holenderskiego redemptorysty Fransa Harmesa (1835–1894). Gmach w całości wykonany jest z drewna, będąc największym drewnianym kościołem w Ameryce Południowej. Świątynia była wzorowana na kościele redemptorystów w Roosendaal oraz bostońskiej katedrze. Elewacja zewnętrzna pomalowana jest na kolor żółty i szary. Wnętrze pokryte jest drewnem cedrowym. W katedrze znajduje się grób Piotra Dondersa, misjonarza w Gujanie Holenderskiej.

## Historia
Obecna katedra została zbudowana wokół istniejącego kościoła, zaadaptowanego w 1826 r. ze zbudowanego w 1809 r. opuszczonego budynku teatru holenderskich Żydów Verreezene Phoenix (Zmartwychwstały Feniks). Kamień węgielny pod budowę nowej świątyni został położony 30 stycznia 1883 r. Pozostałości poprzedniego obiektu wykorzystywano jako rusztowania, a całkowicie wyburzono je tuż przed poświęceniem nowo wybudowanej katedry. Budowa drewnianych wież była kontynuowana do 1901 r.
W latach 1977–1979 przeprowadzono gruntowny remont katedry, która zaczęła się przechylać, grożąc zawaleniem, przez co została na krótko zamknięta. W 2002 r. Watykan przeznaczył znaczne fundusze na kolejny remont, co wynikało z uszkodzenia ścian świątyni przez termity. Wsparcia udzielił również m.in. Europejski Fundusz Rozwoju przeznaczając na ten cel ok. 2,8 milionów euro. Po renowacji katedra użytkowana jest także jako centrum wielofunkcyjne, w którym organizowane są konferencje i koncerty.